# Perissogomphus asahinai
Perissogomphus asahinai là loài chuồn chuồn trong họ Gomphidae. Loài này được Zhu, Yang & Wu mô tả khoa học đầu tiên năm 2007.